# Friedl Dicker-Brandeis
Fredericke «Friedl» Dicker-Brandeis (Viena, 30 de julio de 1898 –Auschwitz-Birkenau, 9 de octubre de 1944), fue una arquitecta, artista y educadora austriaca judía asesinada en el campo de concentración de exterminio de Auschwitz-Birkenau.

## Biografía
Fredericke “Friedl” Dicker nació en el seno de una familia judía pobre. Su padre Simon Dicker (1857-1942) trabajaba como vendedor en una papelería. Su madre murió cuando era ella muy pequeña en 1902 y aunque su padre se volvió a casar, la falta de la figura materna se convirtió en la causa central del trauma de su vida. De alguna manera, esa carencia se vio compensada cuando se convirtió en la madre de cientos de niños y niñas del Campo de concentración de Terezín.
De 1909 a 1912, asistió a la escuela pública para niñas de Viena. En 1914 se graduó de un curso de fotografía y tecnología de reproducción en el Instituto de Investigación de Artes Gráficas. Tras su graduación y al tener alguna experiencia en el teatro callejero de marionetas, de 1914 a 1916, se inscribió en el departamento de textil de la Escuela de Artes y Oficios de Viena. Fue alumna del profesor y pedagogo Franz Cižek (1865-1946), quien fomentaba la creatividad libre y se centraba en el mundo interior de sus estudiantes.
En 1916 ingresó en la escuela privada de arte de Johannes Itten (1888–1967), también en Viena. El diseñador, escritor, profesor y pintor expresionista suizo, enseñaba el arte como una progresión espiritual. En esta escuela conoció a Franz Singer y a Anny Worttiz, quienes fueron amigos y colaboradores por una larga temporada. En esta misma época mostró interés por la música al participar de un curso de armonía en la escuela Arnold Schoenberg. Probablemente, fue cuando conoció y se hizo amiga de dos distinguidos compositores Viktor Ullmann (1898–1942 Terezin, 1944 Auschwitz) y Stefan Wolpe (1902-1972), quienes le dedicaron algunas de sus obras.

## Trayectoria
En 1919, siguió a Johannes Itten a la escuela de la Bauhaus en Weimar donde estudió y trabajó como profesora. Allí estuvo implicada en el diseño textil, encuadernación y en talleres de tipografía y se relacionó con Walter Gropius (1883-1969), Oskar Schlemmer(1888-1943) y Paul Klee (1879-1940).
Al finalizar sus estudios en 1923 se trasladó a Berlín y abrió, junto con Franz Singer, el estudio Werkstätten Bildender Kunst o “taller para moldear el arte”. Las tareas que realizaron fueron muy variadas (desde encuadernaciones, decoración de telas, hasta juguetes infantiles). También trabajaron como diseñadores de decorados y de vestuario para el teatro, principalmente para el Berthold Viertel.
En 1926 regresó a Viena con Franz Singer y montaron otro estudio, el Singer & Dicke. Desarrollaron, principalmente, trabajos en el área de la arquitectura, de diseño de interiores, además de mobiliario innovador, por los que recibieron algunos premios en varias exposiciones. A partir de 1930 también se dedicaron a la creación de juguetes que estimulan la inteligencia y mobiliario infantil abatible. El trabajo realizado con Singer fue cedido y se muestra en el Museo de Artes Aplicadas de Viena.
No obstante, como la relación entre los dos artistas era complicada y estaba llena de conflictos, en 1931 decidieron separarse y Friedl abrió su propio estudio. A partir de este momento empezó su carrera como educadora cuando la ciudad de Viena la invitó a impartir un curso de preescolar para el profesorado. Pero, en 1934 fue arrestada y acusada de desarrollar actividades relacionadas con el comunismo. Después de su liberación, tras un breve encarcelamiento, se trasladó a Praga, pues en aquella época el nazismo tomaba cada vez más fuerza en Europa Central. 
Estos hechos cambiaron el curso de la vida de Friedl. En Praga se casó con su primo Pavel Brandeis, que era contable y había obtenido la nacionalidad checa. En esta época empezó a desarrollar sus dotes como pintora, pasando del constructivismo al arte figurativo, aunque continuó trabajando en la decoración artística y el interiorismo con Grete Bauer-Fröhlich, una antigua colega de la Bauhaus.
Al mismo tiempo empezó a trabajar con los hijos e hijas de emigrados políticos procedentes de Alemania, con quienes comenzó a aplicar el sistema que había aprendido de Johannes Itten, estableciendo un intenso vínculo con los niños y niñas, ya que su mera presencia y calidez materna fueron suficientes para crear esta atmósfera positiva. 
Durante su estancia en Praga también mantuvo una intensa vida política, hasta que en 1938 ella y su marido se trasladaron a Hronov. Ambos trabajaron en la fábrica textil B. Spiegler & Sons. y ella, como diseñadora, pronto recibió el premio en la exposición Vystava 38 Nachod.
Las fuerzas antijudías, cada vez con más peso, forzaron a la pareja a reducir su nivel de vida drásticamente. Sin embargo, es cuando las obras de Friedl empezaron a florecer y aunque las exposiciones no eran posibles, una amiga suya organizó una pequeña exposición de su obra en 1940. 
 

## Durante la Segunda Guerra Mundial
A finales de otoño 1942, la pareja recibe una orden de deportación y el 17 de diciembre del mismo año son enviados a Terezín. Durante su cautividad, Friedl organizó clandestinamente clases educativas y de arte para la población infantil que se encontraba recluida. Enseñó a dibujar a cientos de niños y niñas, diseñó decorados y vestuario para, al menos, dos representaciones infantiles e hizo una exposición de los dibujos que mostraban la vida diaria en sus anteriores hogares. Su principal objetivo fue restablecer el mundo interior de los pequeños, el cual estaba destrozado, administrando terapia a través de la expresión artística de modo que pudieran canalizar sus emociones y entender su entorno. De esta manera, todos sus recursos se fusionaron en su trabajo: su personalidad carismática, enorme energía, métodos de enseñanza innovadores, habilidades artísticas refinadas y profundo conocimiento de la psicología infantil.
Friedl ejercía una gran influencia positiva sobre todos ellos. Quienes sobrevivieron dicen que ella era “el misterio de la belleza” o “el misterio de la libertad”. Una de sus primeras alumnas, Erna Furman, escribió: “la enseñanza de Friedl y el tiempo que pasé dibujando con ella son los recuerdos que guardo con más cariño en mi memoria de toda mi vida. Friedl fue la única que me enseñó sin pedir nunca nada a cambio. Ella solo se daba a sí misma a los demás. (Una carta a Elene Makarova, 1989)
En septiembre de 1944, su marido fue transportado a Auschwitz. Friedl, para reunirse con él, fue deportada voluntariamente junto con algunos de sus estudiantes. Pero, antes de marcharse le entregó a Raja Engläderova, la encargada del hogar de chicas L 410, dos maletas con 4.500 dibujos realizados en sus clases para que se lo entregara a Hana Brady.
F. Dicker-Brandeis murió en Birkenau el 9 de octubre de 1944 a la edad de 46 años. Su marido, Pavel, sobrevivió al Holocausto.

## Su legado
Después de la Guerra, Willy Groag, el director del hogar chicas L410 entregó las maletas con los dibujos de los niños y niñas a la comunidad judía de Praga. De los aproximadamente 660 autores,  unos 550 fueron asesinados en el Holocausto. Los dibujos, actualmente, forman parte de la colección del Museo Judío, algunos de ellos se exhiben también en el Museo Judío de Praga-Sinagoga de Pinkas.
En 1999, Simon Wiesenthal organizó la exposición Friedl Dicker-Brandeis cuya comisaria era Elena Makarova y que se inauguró en Viena. La exposición se mostró en la República Checa, Alemania, Suecia, Francia, Estados Unidos, Japón y Argentina.